# 아르타마마 2세
아르타마마 2세는 기원전 14세기의 미탄니의 왕 투슈라타의 찬탈자였다. 그는 투슈라타의 형제였고 왕가의 라이벌이었다. 히타이트 왕 수필룰리우마 1세는 미탄니를 침입한 후에 아르타마마와 조약을 맺었다. 그 후 그의 아들 슈타르나 3세가 미탄니를 다스렸다.
| 전 대 투슈라타 | 제9대 미탄니 국왕 기원전 1350 | 후 대 슈타르나 3세 |

## 같이 보기
- 미탄니